# Carlos Alberto Espínola
Carlos Alberto Espínola ou simplesmente Espínola (Concepción, 25 de dezembro de 1975) é um ex-zagueiro do futebol paraguaio, naturalizado equatoriano.
Espínola atuou no Paraguai, México, Colômbia, Equador e Peru.
Em 2003, atuou pela primeira vez pela LDU Quito de Quito, quando teve uma das suas melhores fases em sua carreira. Pela equipe equatoriana atuou por quatro anos até que em 2006, na última partida da temporada contra o Barcelona de Guayaquil, Espínola se envolveu numa brutal briga aonde deu um pontapé no rosto do jogador Leonardo Soledispa do Barcelona. Por tal evento, foi suspenso pela Federação Ecuatoriana de Futebol por 1 ano sem atuar.

## Títulos
Cerro Porteño:
- Campeonato Paraguaio - 1996 e 2001

LDU Quito:
- Campeonato Equatoriano - 2003
- Torneio Apertura - 2005
- Recopa Sul-Americana - 2009
- Copa Sul-Americana - 2009
- Campeonato Equatoriano - 2010